# マイあさ!
『マイあさ!』は、NHKラジオ第1とNHKワールド・ラジオ日本で2019年4月1日から放送されているラジオ番組。

## 概要
当初は、平日は5:00 - 6:25までのパート「マイあさ!（第1部）」と6:40 - 8:28までのパート「三宅民夫のマイあさ!」の2部構成であった。三宅は2022年4月1日放送分で降板、同年4月4日からは阿部渉が第2部の新キャスターに就き、全編でキャスターの冠名が外れる。6:40までを境として「マイあさ!（第1部）」「マイあさ!（第2部）」と分けられた。阿部が不祥事により番組を2022年10月31日付で降板し、同年11月7日から野村正育が第2部のメインキャスターを務める。
放送開始前の2019年3月21日に、事前番組として「新番組『マイあさ!』スピンオフスペシャル」が5:00 - 8:30に放送された。
テーマ曲は前山田健一（ヒャダイン）がプロデュースしたオリジナル曲。5時台 - 8時台のオープニングにそれぞれ異なるアレンジのバージョンが放送される。
全放送日、一部の内容を除きラジオセンターのCR131スタジオから生放送する。

## 放送時間
- 月曜日 - 金曜日 5:00 - 8:28
- 土曜日・祝日 5:00 - 7:50
- 日曜日・年末・元日 5:00 - 7:55

### 備考
- 7:00 - 7:20（土・日・祝日は7:15まで）の「NHKけさのニュース」はFM放送と同時放送。番組表では「ニュース」などでなく『マイあさ!』と表記され、当番組が15 - 20分だけFM放送でも流れる。
- 中国地方に限り、7:40から8:00まで『おはよう中国』を放送し、月曜日 - 金曜日、祝日（月曜日 - 金曜日）の7時台は7:25 - 7:40（土曜日は7:20 - 7:40）。2023年4月3日以降はほか地域同様、7:25（7:20） - 7:50となる。
- 1月2日と1月3日は、東京箱根間往復大学駅伝（箱根駅伝）を放送し、7:40までの短縮放送となる。
- 毎年8月の全国高校野球選手権大会期間中の平日は、第1試合が8:00試合開始となる場合は7:50までの短縮放送となる。雨天中止時は通常通り8:28まで放送する。
- 毎年8月6日の広島原爆の日が平日と重なる場合は、広島平和記念式典中継を放送する関係で7:50までの短縮放送となる。
- 2019年10月13日は、前日12:00から続けて令和元年東日本台風（台風19号）関連の情報を放送し、5:00 - 7:20まで臨時にFM放送と同時にサイマル放送した。
- 2020年1月17日は、前夜放送の『関西発ラジオ深夜便』の拡大版を放送する関係で、6:00 - 6:25（「マイあさ!」パート）と6:40 - 8:30（「三宅民夫のマイあさ!」パート）に分けて放送した。
- 2021年11月15日から19日にかけて「未来へ 17アクション」の一環としてSDGs関連特集を展開した。
- 2022年12月2日は、FIFAワールドカップ2022「日本対スペイン」戦を放送のため、6:15から放送した。
- 年末年始も通常通りの編成で放送されたが、2023年12月29日 - 2024年1月3日はニュース、気象情報を除いて録音番組を編成し、初の放送休止になる。生放送番組を休止するのは前々番組の『ラジオあさいちばん』時代（「おめでとう列島」や「おめでとうあさいちばん」を放送）を通じて初の例である。2024年も同様の編成となる。

| 期間              | 放送時間              | 放送時間              | 放送時間              | NHKけさのニュース    | NHKけさのニュース              | NHKけさのニュース |
| 期間              | 平日                  | 土曜日・祝日          | 日曜日・年末・元日    | 平日                 | 土曜日・日曜日・祝日・年末年始 |                   |
| ----------------- | --------------------- | --------------------- | --------------------- | -------------------- | ------------------------------ | ----------------- |
| 2019.04.01 - 現在 | 5:00 - 8:28 （208分） | 5:00 - 7:50 （170分） | 5:00 - 7:55 （175分） | 7:00 - 7:20 （20分） | 7:00 - 7:15 （15分）           |                   |

時間帯別
| 期間              | 5時台                | 6時台                | 6時台                | 7時台                | 7時台                | 7時台                | 8時台 （平日のみ）   |
| 期間              | 5時台                | 前半                 | 後半                 | 平日                 | 土曜・祝日           | 日曜・年末・元日     | 8時台 （平日のみ）   |
| ----------------- | -------------------- | -------------------- | -------------------- | -------------------- | -------------------- | -------------------- | -------------------- |
| 2019.04.01 - 現在 | 5:00 - 5:55 （55分） | 6:00 - 6:25 （25分） | 6:40 - 6:55 （15分） | 7:25 - 7:50 （25分） | 7:20 - 7:50 （30分） | 7:20 - 7:55 （35分） | 8:00 - 8:28 （28分） |

## 出演者
★はNHKアナウンサー

### 現在

#### 月曜 - 金曜

##### 第1部（5:00 - 6:30）
メインキャスター
- 上野速人（2025年3月31日 - ）★

平日第2部「マイ!Biz」及び「ワールドアイ」も担当。2023年4月3日 - 2025年3月28日は平日のスポーツキャスター。

##### 第2部（6:40 - 8:28）
メインキャスター
- 野村正育（2022年11月7日 - ）★：2024年4月から月 - 木曜日のみの担当。
- 三平泰丈（2025年3月28日 - ）★：金曜日担当。土・日曜日メインキャスターと兼務。

##### 平日第1部・第2部通し
サブキャスター
- 星川幸（2022年4月11日 - ）：2025年4月から金曜日担当。土・日曜日メインキャスターと兼務。
- 福島佑理（2023年4月10日 - ）：2025年4月から月 - 木曜日担当。

星川と福島は2025年3月まではいずれも週交代で月 - 金曜日のサブキャスター、5時・6時・7時の定時ニュースのニュースリーダーを担当。祝日と年末年始は関東・甲信越地方向けの放送も担当する。
ニュースリーダー
- 原口雅臣（2025年3月31日 - ）★：ニュースリーダー

5時・6時のニュース、7時のけさのニュース、8時のオープニング直後のニュース・スポーツニュースを読む。
気象情報
- 吉井明子（2024年4月1日 - ）：月曜日担当[5]。日曜日・祝日と兼務。
- 佐藤万里奈（2024年4月2日 - ）：火 - 金曜日担当[6]

#### 土・日曜日
メインキャスター
- 三平泰丈（2025年3月28日 - ）★：金曜日第2部メインキャスターと兼務。
- 星川幸（2025年4月5日 - ）：金曜日サブキャスターと兼務。

ニュースリーダー
- 政野光伯（2022年4月9日 - ）★

気象情報
- 黒木愛子

（2021年3月29日 - 2022年5月15日、2022年10月1日 - 2023年4月2日）：土・日曜日担当
（2023年4月8日 - ）：土曜日担当
- 吉井明子（2023年4月9日 - 2025年3月30日）：日曜日担当（祝日出演の場合もあり）。月曜日と兼務。

### その他の出演者
- AKI猪瀬（火曜日8時台ワールドアイ）
- 佐々木クリス（火曜日8時台ワールドアイ）
- 清水英斗（火曜日8時台ワールドアイ）
- 生島淳（火曜日8時台ワールドアイ）
- 有馬嘉男（隔週木曜日）（2021年10月7日 - ）

隔週木曜日の「有馬嘉男のヨーロッパありのまま」に出演。
- サエキけんぞう（土曜日6時台コーナーパーソナリティ）
- 落合恵子（日曜日6時台コーナーパーソナリティ）
- 道谷眞平（土曜日7時台スポーツトピックス、大相撲中継期間中は出演なし）★
- 舞の海秀平（土曜日7時台スポーツトピックス、大相撲中継期間の7日目と14日目）
- 前山田健一（土曜日7時台週末文化の歩き方『ヒャダインの音楽室』パーソナリティ）
- 緒川たまき（土曜日7時台週末文化の歩き方『シネマ指定席』パーソナリティ）
- 橋本麻里（土曜日7時台週末文化の歩き方『美術館で会いましょう』パーソナリティ）
- 勝間和代（日曜日7時台くらしのテキストパーソナリティ）
- おおたとしまさ（日曜日7時台くらしのテキストパーソナリティ）
- 吉木りさ（日曜日7時台私のお気に入り『吉木りさの漫画大好き』パーソナリティ）
- 田中卓志（アンガールズ・日曜日7時台私のお気に入り『アンガールズ田中のくつろぎ紅茶館』パーソナリティ）
- 安斎肇（日曜日7時台私のお気に入り『安斎肇のみやげっこ』パーソナリティ）

### 過去
- 田中孝宜（2019年4月1日 - 2022年10月30日、2022年11月7日 - 2025年3月28日）★

平日第1部メインキャスター。平日第2部「マイ!Biz」及び「田中孝宜のワールドアイ」も担当した。
2020年1月6日 - 10日は三宅キャスターが休暇のため全編通しで出演した。2022年5月9日 - 13日、8月15日 - 19日は阿部キャスターの休暇のため第2部にシフトして担当した。2022年10月27日・28日は阿部キャスターが休暇のため全編通しで出演した。2022年10月31日に阿部キャスターが降板する。2022年11月7日から第1部のみの担当に戻る。
2022年12月5日・6日は野村キャスターの体調不良（後に新型コロナ感染と判明）による欠席で全編通しで担当した。12月7日 - 13日は第2部にシフトして担当した。2023年1月9日 - 20日は野村キャスターの冬休みにより第2部にシフトして担当した。1月9日は祝日で吉松キャスターの出演がないため全編通して担当した。
- 三宅民夫[8]（2019年4月1日 - 2022年4月1日）：平日第2部メインキャスター
- 高嶋未希（2019年4月1日 - 2020年1月10日）：平日サブキャスター

産休に入るため降板。
- 吉松欣史（2019年4月1日 - 2023年3月31日）[8][9]★

2022年5月9日 - 13日、8月15日 - 19日は阿部キャスターの休暇のため第2部にシフトして担当した田中キャスターに代わって第1部キャスターとスポーツキャスターを兼務して担当した。2022年10月31日より、阿部キャスターの番組降板により第1部キャスターを兼務。2022年11月7日よりスポーツキャスターに戻る。
2022年12月7日 - 13日は野村キャスターの新型コロナ感染による欠席により、田中キャスターが第2部を担当することにより、第1部を担当。また、2023年1月10日 - 20日は野村キャスターの冬休みにより第2部にシフトした田中の代わりに第1部を担当。
- 小見誠広[8]（2019年4月1日 - 2020年3月27日）★
- 伊藤みゆき（2019年4月1日 - 2024年3月29日）[9][10]
- 大越健介（2019年4月4日 - 2021年6月10日）：木曜日のみ[8]
- 渡辺ひとみ（2019年4月6日 - 2025年3月30日）

土・日曜日メインキャスター。毎週木曜日の「大越健介の現場主義」も担当。
- 小澤康喬[8]（2019年4月6日 - 2020年3月29日）★
- 大久保彰絵（2019年4月8日 - 2023年3月24日）[9]
- 小倉実華（2020年1月20日 - 3月27日） ※3月28日はレポーターとして出演。
- 三橋大樹（2020年3月30日 - 2022年4月1日）★
- 宮崎大地（2020年4月4日 - 2021年3月28日）★

2022年5月26日 - 27日は田中孝宜の代理として平日第1部メインキャスターを担当。2021年度までは祝日のニュースリーダーとしても出演していた。
- 久保田明菜（2020年4月6日 - 2022年4月1日）
- 戸田よしか
- 中川裕美子
- 小野聡子
- 久保智子
- 青山亜紀子
- 渕岡友美（出演日は渕岡友美#過去の担当番組参照）

レギュラー出演終了後も黒木愛子、伊藤みゆきの代理として出演することがあった。
- 畠山智之（2021年4月3日 - 2024年3月31日）★：土・日曜日メインキャスター
- 有馬嘉男（2021年10月7日 - 2025年3月）：隔週木曜日「けさの“聞きたい” 有馬嘉男のヨーロッパありのまま」
- 阿部渉（2022年4月4日 - 10月26日）★：平日第2部メインキャスター　自身の不倫が発覚したため降板。
- 関根太朗（2022年4月4日 - 2025年3月28日）★：平日ニュースリーダー

5時、6時のニュース、7時のけさのニュース、8時のオープニング直後のニュースを読む。
- 田中逸人（2024年4月5日 - 2025年3月21日）★

金曜日第2部メインキャスター、土・日曜日（全編）メインキャスター。田中の就任に伴い、野村正育の担当は月 - 木曜日の第2部となる。

### 出演者の変遷
メインキャスター
| 期間       | 期間       | 男性     | 男性     | 男性     | 男性     | 女性                  | 女性                  | 女性       |
| 期間       | 期間       | 平日     | 月 - 木  | 金曜日   | 土・日   | 平日（隔週）          | 平日（隔週）          | 土・日     |
| 期間       | 期間       | 第1部    | 第2部    | 第2部    | 土・日   | 月 - 木               | 金曜日                | 土・日     |
| ---------- | ---------- | -------- | -------- | -------- | -------- | --------------------- | --------------------- | ---------- |
| 2019.04.01 | 2020.01.12 | 田中孝宜 | 三宅民夫 | 三宅民夫 | 小澤康喬 | 高嶋未希 大久保彰絵   | 高嶋未希 大久保彰絵   | 渡辺ひとみ |
| 2020.01.13 | 2020.01.19 | 田中孝宜 | 三宅民夫 | 三宅民夫 | 小澤康喬 | 大久保彰絵            | 大久保彰絵            | 渡辺ひとみ |
| 2020.01.20 | 2020.03.29 | 田中孝宜 | 三宅民夫 | 三宅民夫 | 小澤康喬 | 大久保彰絵 小倉実華   | 大久保彰絵 小倉実華   | 渡辺ひとみ |
| 2020.03.30 | 2021.03.28 | 田中孝宜 | 三宅民夫 | 三宅民夫 | 宮崎大地 | 大久保彰絵 久保田明菜 | 大久保彰絵 久保田明菜 | 渡辺ひとみ |
| 2021.03.29 | 2022.04.01 | 田中孝宜 | 三宅民夫 | 三宅民夫 | 畠山智之 | 大久保彰絵 久保田明菜 | 大久保彰絵 久保田明菜 | 渡辺ひとみ |
| 2022.04.04 | 2022.10.26 | 田中孝宜 | 阿部渉   | 阿部渉   | 畠山智之 | 大久保彰絵 星川幸     | 大久保彰絵 星川幸     | 渡辺ひとみ |
| 2022.10.27 | 2022.10.30 | 田中孝宜 | 田中孝宜 | 田中孝宜 | 畠山智之 | 大久保彰絵 星川幸     | 大久保彰絵 星川幸     | 渡辺ひとみ |
| 2022.10.31 | 2022.11.04 | 吉松欣史 | 田中孝宜 | 田中孝宜 | 畠山智之 | 大久保彰絵 星川幸     | 大久保彰絵 星川幸     | 渡辺ひとみ |
| 2022.11.07 | 2023.03.24 | 田中孝宜 | 野村正育 | 野村正育 | 畠山智之 | 大久保彰絵 星川幸     | 大久保彰絵 星川幸     | 渡辺ひとみ |
| 2023.03.25 | 2023.04.09 | 田中孝宜 | 野村正育 | 野村正育 | 畠山智之 | 星川幸                | 星川幸                | 渡辺ひとみ |
| 2023.04.10 | 2024.3.31  | 田中孝宜 | 野村正育 | 野村正育 | 畠山智之 | 星川幸 福島佑理       | 星川幸 福島佑理       | 渡辺ひとみ |
| 2024.04.01 | 2025.3.27  | 田中孝宜 | 野村正育 | 田中逸人 | 田中逸人 | 星川幸 福島佑理       | 星川幸 福島佑理       | 渡辺ひとみ |
| 2024.03.28 | 2025.3.30  | 田中孝宜 | 野村正育 | 三平泰丈 | 三平泰丈 | 星川幸 福島佑理       | 星川幸 福島佑理       | 渡辺ひとみ |
| 2025.03.31 | 現在       | 上野速人 | 野村正育 | 三平泰丈 | 三平泰丈 | 福島佑理              | 星川幸                | 星川幸     |

コーナー担当
| 期間       | 期間       | 平日     | 平日     | 平日                  | 平日                                    | 土・日・祝        | 気象予報士 | 気象予報士 | 気象予報士 | 気象予報士 | 気象予報士 |
| 期間       | 期間       | ニュース | スポーツ | マイ!Biz ワールドアイ | 真剣勝負! ↓ けさの“聞きたい” （木曜日） | ニュース          | 月         | 火 - 金    | 土         | 日         | 祝         |
| ---------- | ---------- | -------- | -------- | --------------------- | --------------------------------------- | ----------------- | ---------- | ---------- | ---------- | ---------- | ---------- |
| 2019.04.01 | 2020.03.29 | 小見誠広 | 吉松欣史 | 田中孝宜              | 大越健介                                | 黒沢保裕 伊藤健三 | 伊藤みゆき | 伊藤みゆき | 週替わり   | 週替わり   | 伊藤みゆき |
| 2020.03.30 | 2021.03.28 | 三橋大樹 | 吉松欣史 | 田中孝宜              | 大越健介                                | 黒沢保裕 伊藤健三 | 伊藤みゆき | 伊藤みゆき | 週替わり   | 週替わり   | 伊藤みゆき |
| 2021.03.29 | 2021.06.10 | 三橋大樹 | 吉松欣史 | 田中孝宜              | 大越健介                                | 黒沢保裕 伊藤健三 | 伊藤みゆき | 伊藤みゆき | 黒木愛子   | 黒木愛子   | 黒木愛子   |
| 2021.06.11 | 2021.10.06 | 三橋大樹 | 吉松欣史 | 田中孝宜              | （不在）                                | 黒沢保裕 伊藤健三 | 伊藤みゆき | 伊藤みゆき | 黒木愛子   | 黒木愛子   | 黒木愛子   |
| 2021.10.07 | 2022.04.01 | 三橋大樹 | 吉松欣史 | 田中孝宜              | 有馬嘉男                                | 黒沢保裕 伊藤健三 | 伊藤みゆき | 伊藤みゆき | 黒木愛子   | 黒木愛子   | 黒木愛子   |
| 2022.04.04 | 2022.05.15 | 関根太朗 | 吉松欣史 | 田中孝宜              | 有馬嘉男                                | 政野光伯          | 伊藤みゆき | 伊藤みゆき | 黒木愛子   | 黒木愛子   | 黒木愛子   |
| 2022.05.21 | 2022.09.25 | 関根太朗 | 吉松欣史 | 田中孝宜              | 有馬嘉男                                | 政野光伯          | 伊藤みゆき | 伊藤みゆき | 渕岡友美   | 渕岡友美   | 渕岡友美   |
| 2022.10.01 | 2023.04.02 | 関根太朗 | 吉松欣史 | 田中孝宜              | 有馬嘉男                                | 政野光伯          | 伊藤みゆき | 伊藤みゆき | 黒木愛子   | 黒木愛子   | 黒木愛子   |
| 2023.04.03 | 2024.03.31 | 関根太朗 | 上野速人 | 田中孝宜              | 有馬嘉男                                | 政野光伯          | 伊藤みゆき | 伊藤みゆき | 黒木愛子   | 吉井明子   | 吉井明子   |
| 2024.04.01 | 2025.03.30 | 関根太朗 | 上野速人 | 田中孝宜              | 有馬嘉男                                | 政野光伯          | 吉井明子   | 佐藤万里奈 | 黒木愛子   | 吉井明子   | 吉井明子   |
| 2025.03.31 | 現在       | 原口雅臣 | 原口雅臣 | 上野速人              |                                         | 政野光伯          | 吉井明子   | 佐藤万里奈 | 黒木愛子   | 吉井明子   | 吉井明子   |

## 番組の構成

### 平日
| マイあさ! （第1部）                     | マイあさ! （第1部）                                                     | マイあさ! （第1部） |
| 放送時間                                | コーナー                                                                | 備考 |
| --------------------------------------- | ----------------------------------------------------------------------- | --- |
| 5:00                                    | オープニング                                                            | 演奏時間3’00のオープニングテーマに乗せ、お便り紹介を含んだオープニングトークを行う。                                                                                                 |
| 5:03                                    | 全国のニュース・スポーツ・気象情報                                      | 5:03 ニュース、5:11 為替と株、5:12 スポーツ、5:16 気象情報 |
| 5:17                                    | マイあさだより                                                          | |
| 5:28                                    | きょうは何の日                                                          | |
| 5:30                                    | 気象情報・スポーツ                                                      | 5:30 気象情報、5:34 スポーツ（平日のみ）。全国のニュースは2023年度より廃止。 |
| 5:35                                    | 健康ライフ                                                              | 1週間ごとにテーマを定めている。金曜日にリスナーからの感想・質問等を放送（再放送の際は割愛）。                                                                                        |
| 5:42                                    | 月 - 木曜日：マイあさだより                                             | |
| 5:42                                    | 金曜日：お便り紹介                                                      | 金曜の最終週は大和田りつこによる童謡のコーナー。 |
| 5:55                                    | ローカル枠                                                              | |
| 放送時間                                | コーナー                                                                | 備考 |
| 6:00                                    | オープニング                                                            | |
| 6:01                                    | 全国のニュース・スポーツ                                                | 6:01 ニュース、6:07 為替と株、6:08 スポーツ |
| 6:13 - 6:15                             | ワールドリポート                                                        | マイあさラジオの時代から、局長職でも「○○記者」と紹介する。 |
| 6:17                                    | 気象情報                                                                | |
| 6:20                                    | きょうは何の日                                                          | |
| 6:25                                    | ローカル枠                                                              | |
| 6:30                                    | ラジオ体操                                                              | |
| 三宅民夫のマイあさ!→マイあさ! （第2部） |                                                                         | |
| 放送時間                                | コーナー                                                                | 備考 |
| 6:40                                    | オープニング                                                            | オープニング直後、天気の話題を挟む。 |
| 6:41                                    | 全国のニュース                                                          | いわゆるフラッシュニュース。 |
| 6:44 - 6:55                             | マイ!Biz                                                                | 月曜日：トレンド 火曜日：くらしの経済 水・木曜日：経済展望 金曜日：ビジネスフロンティア                                                                                              |
| 6:55                                    | ローカル枠                                                              | |
| 放送時間                                | コーナー                                                                | 備考 |
| 7:00                                    | NHKけさのニュース                                                       | |
| 7:20                                    | ローカル枠                                                              | |
| 7:25                                    | 三宅民夫の真剣勝負!→けさの"聞きたい"（2022年度 - ）                     | 月・金曜日：マイオピニオン 火・水曜日：ニュース深掘り 隔週木曜日：有馬嘉男のヨーロッパありのまま ※7:25 音楽・交通情報、7:27 けさの"聞きたい"                                         |
| 7:40                                    | マイあさ!・ここに注目!                                                  | 内容は総合テレビ『NHKニュースおはよう日本』「イラスト解説 ここに注目!」と内容は同じ。ラジオセンターのスタジオで解説委員が解説する。                                                  |
| 7:44                                    | 気象情報                                                                | 通常は気象や時候の話題に合わせた小ネタやおたよりがよまれ、それにちなんだ曲がBGMでかかる。 災害時や祝日は割愛される。伊藤の代理の予報士（勝又幸恵など）が入る日は話題コーナーがない。 |
| 7:50                                    | ローカル枠                                                              | 祝日は7:50で番組終了 |
| 7:58                                    | 朝の音楽（関東のみ、ローカル）                                          | 交通情報。 |
| 放送時間                                | コーナー                                                                | 備考 |
| 8:00                                    | オープニング                                                            | オープニング直後、天気の話題を挟む。 |
| 8:01                                    | 全国のニュース                                                          | |
| 8:06                                    | ワールドアイ                                                            | |
| 8:15                                    | 月曜日：市場だより 火 - 木曜日：コーナーの再放送 金曜日：新型コロナ情報 | |
| 8:25                                    | 気象・スポーツワンポイント                                              | |
| 8:27                                    | エンディング                                                            | |

### 土曜日
| マイあさ! | マイあさ!                              | マイあさ!                                                                                |
| 放送時間  | コーナー                               | 備考                                                                                     |
| --------- | -------------------------------------- | ---------------------------------------------------------------------------------------- |
| 5:00      | オープニング                           |                                                                                          |
| 5:02      | 全国のニュース・スポーツ・気象情報     |                                                                                          |
| 5:15      | マイあさだより                         |                                                                                          |
| 5:28      | きょうは何の日                         |                                                                                          |
| 5:30      | 全国のニュース・気象情報               |                                                                                          |
| 5:36      | いきもの☆いろいろ                      |                                                                                          |
| 5:44      | 海外マイあさだより                     |                                                                                          |
| 5:55      | ローカル枠                             |                                                                                          |
| 放送時間  | コーナー                               | 備考                                                                                     |
| 6:00      | オープニング                           |                                                                                          |
| 6:01      | 全国のニュース・スポーツ・気象情報     |                                                                                          |
| 6:14      | サエキけんぞうの素晴らしき20世紀ポップ |                                                                                          |
| 6:23      | きょうは何の日                         |                                                                                          |
| 6:25      | ローカル枠                             |                                                                                          |
| 6:30      | ラジオ体操                             |                                                                                          |
| 6:40      | 全国のニュース、お便り紹介             |                                                                                          |
| 6:44      | サタデーエッセー                       |                                                                                          |
| 6:53      | お便り紹介                             | 最終週のみ、NHK中央放送番組審議会                                                        |
| 6:55      | ローカル枠                             |                                                                                          |
| 放送時間  | コーナー                               | 備考                                                                                     |
| 7:00      | NHKけさのニュース                      |                                                                                          |
| 7:15      | ローカル枠                             |                                                                                          |
| 7:20      | スポーツトピックス                     | 担当：道谷眞平（大相撲中継期間中は出演なし） 舞の海秀平（大相撲中継期間の7日目と14日目） |
| 7:30      | 音楽                                   |                                                                                          |
| 7:32      | 土曜さんぽ                             |                                                                                          |
| 7:40      | 週末文化の歩き方                       | 『シネマ指定席』などを週替わりで放送                                                     |
| 7:48      | エンディング                           |                                                                                          |
| 7:50      | ローカル枠                             |                                                                                          |

### 日曜日
| マイあさ! | マイあさ!                          |
| 放送時間  | コーナー                           |
| --------- | ---------------------------------- |
| 5:00      | オープニング                       |
| 5:02      | 全国のニュース・スポーツ・気象情報 |
| 5:15      | マイあさだより                     |
| 5:28      | きょうは何の日                     |
| 5:30      | 全国の気象情報                     |
| 5:33      | 全国食べ物うまいもの               |
| 5:42      | 海外マイあさだより                 |
| 5:55      | ローカル枠                         |
| 放送時間  | コーナー                           |
| 6:00      | オープニング                       |
| 6:01      | 全国のニュース・スポーツ・気象情報 |
| 6:14      | 落合恵子の絵本の時間               |
| 6:23      | きょうは何の日                     |
| 6:25      | ローカル枠                         |
| 6:30      | ラジオ体操                         |
| 6:40      | サンデーエッセー                   |
| 6:55      | ローカル枠                         |
| 放送時間  | コーナー                           |
| 7:00      | NHKけさのニュース                  |
| 7:15      | ローカル枠                         |
| 7:20      | くらしのテキスト                   |
| 7:30      | 音楽                               |
| 7:34      | 著者からの手紙                     |
| 7:45      | 私のお気に入り                     |
| 7:53      | エンディング                       |
| 7:55      | ローカル枠                         |

### 平日・土曜日のローカル枠
平日・土曜日の7:50 - 8:00はローカル枠を設定する。ただし、関東甲信越ブロック（3月11日あるいは9月1日の平日及び3月11日あるいは9月1日前後の土曜日）、四国ブロック（祝日のみ）は従来通り7:40から差し替え。年末と1月1日は四国ブロックも含めて7:55 - 8:00にローカル枠が放送される。関西ブロックは、マイあさ!関西の放送を終了し、2022年度より7:50からの差し替えとなった。中国ブロックは、おはよう中国の放送を終了し、2023年度より7:50からの差し替えとなった。7:50までは関東から放送される。
全番組ともIPサイマルラジオサービス（らじる★らじる・radiko）でも配信される（ただし、北海道各支庁と、関東・東海・滋賀を除く各地方の都道府県向け差し替え放送に関しては、札幌・仙台・広島・松山・福岡局の分のみ聴取可）。
- 北海道『北海道のニュース・気象情報・交通情報』
- 東北『東北のニュース・気象情報・交通情報』
- 関東・甲信越『ラジオ災害情報交差点』（7:40 - 7:50、ラジオライフラインネットワーク制作・3月11日及び9月1日が平日にあたる日及び3月11日及び9月1日前後の土曜日[32]）、『関東・甲信越のニュース・気象情報ほか（道路・鉄道・航空の交通情報含む）』（7:50 - 7:58、土曜は8:00まで）、『朝の音楽』（月曜 - 金曜、7:58 - 8:00、ただし甲府、新潟局は『交通情報』）
- 東海・北陸『東海・北陸のニュース、気象情報』（7:50 - 7:58）、『交通情報』（平日のみ各局別で7:58 - 8:00、土曜・祝日は、東海・北陸地方向けで放送）
- 関西『ニュース・海上予報・天気予報・交通情報』（7:50 - 8:00、月曜 - 土曜、日曜日は7:55 - 8:00）
- 中国『ニュース・海上予報・気象情報・交通情報[33]』（7:50 - 7:58、土曜・祝日は8:00まで）、『交通情報』（平日は7:58 - 8:00に各局別で放送）
- 四国『四国のニュース・気象情報・きょうの動き』（7:50 - 7:58、土曜は8:00まで）、『交通情報』（月曜 - 金曜、各局別で7:58 - 8:00）、祝日は『四国を読む』（祝日、7:40 - 7:55）、『四国のニュース・気象情報』（祝日、7:55 - 8:00）
- 九州・沖縄『九州・沖縄の気象情報・お知らせ』（7:50 - 7:58）、『交通情報』（各局別で7:58 - 8:00）

## 変則放送事例
- 2020年1月17日は前段番組「関西発ラジオ深夜便・阪神・淡路大震災25年特集『知らない世代に、伝えたいこと』」放送（前日 23:05 - 5:55）のため6:00からの短縮放送。
- 2020年6月25日は千葉県東方沖を震源とする地震関連ニュースを放送したため、5:30からの短縮放送。

## 派生番組
- 8050〜ひきこもりを考える〜（2019年12月29日・20:05 - 21:55、途中中断あり）
- どうなる!?成人式〜成年年齢引き下げを考える〜（2020年1月13日・18:05 - 19:55[34]）

当番組のスタッフが手掛けた番組。